# Gamzigrad
Gamzigrad (srbsky Гамзиград, výslovnost ɡǎmziɡraːd) je osada v Srbsku, součást města Zaječar. Poblíž osady jsou lázně Gamzigradska banja a archeologická lokalita Felix Romuliana o rozloze asi 4 hektarů se zbytky starořímské pevnosti, paláců a chrámů, jež nechal vystavět císař-tetrarcha Galerius, který vládl části Římské říše mezi roky 297 a 311 našeho letopočtu. Systematický archeologický průzkum byl zahájen v roce 1953 a probíhá až do současnosti. Od roku 2007 je tato památka zapsána na seznamu světového kulturního dědictví UNESCO.

## Fotogalerie

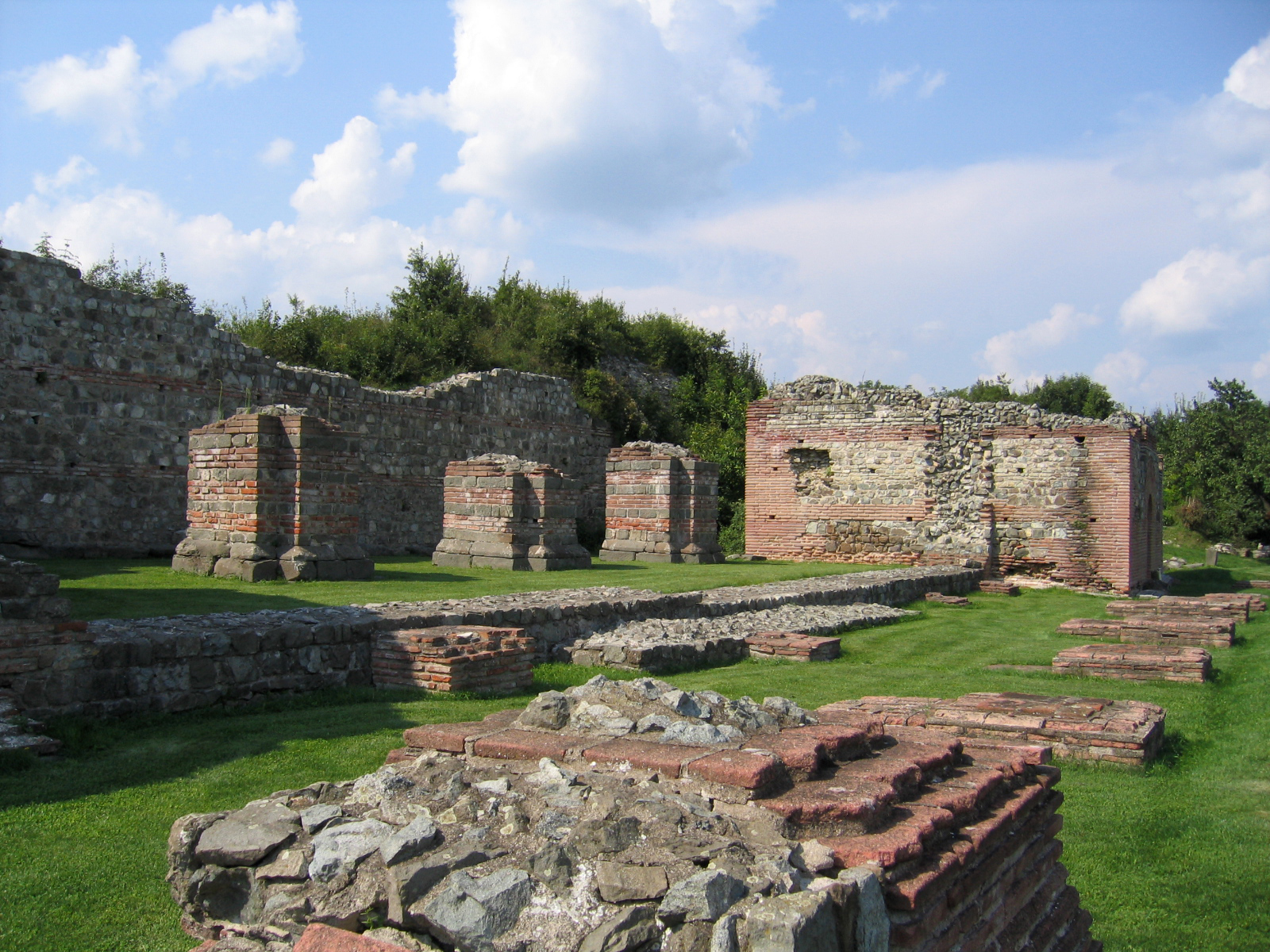
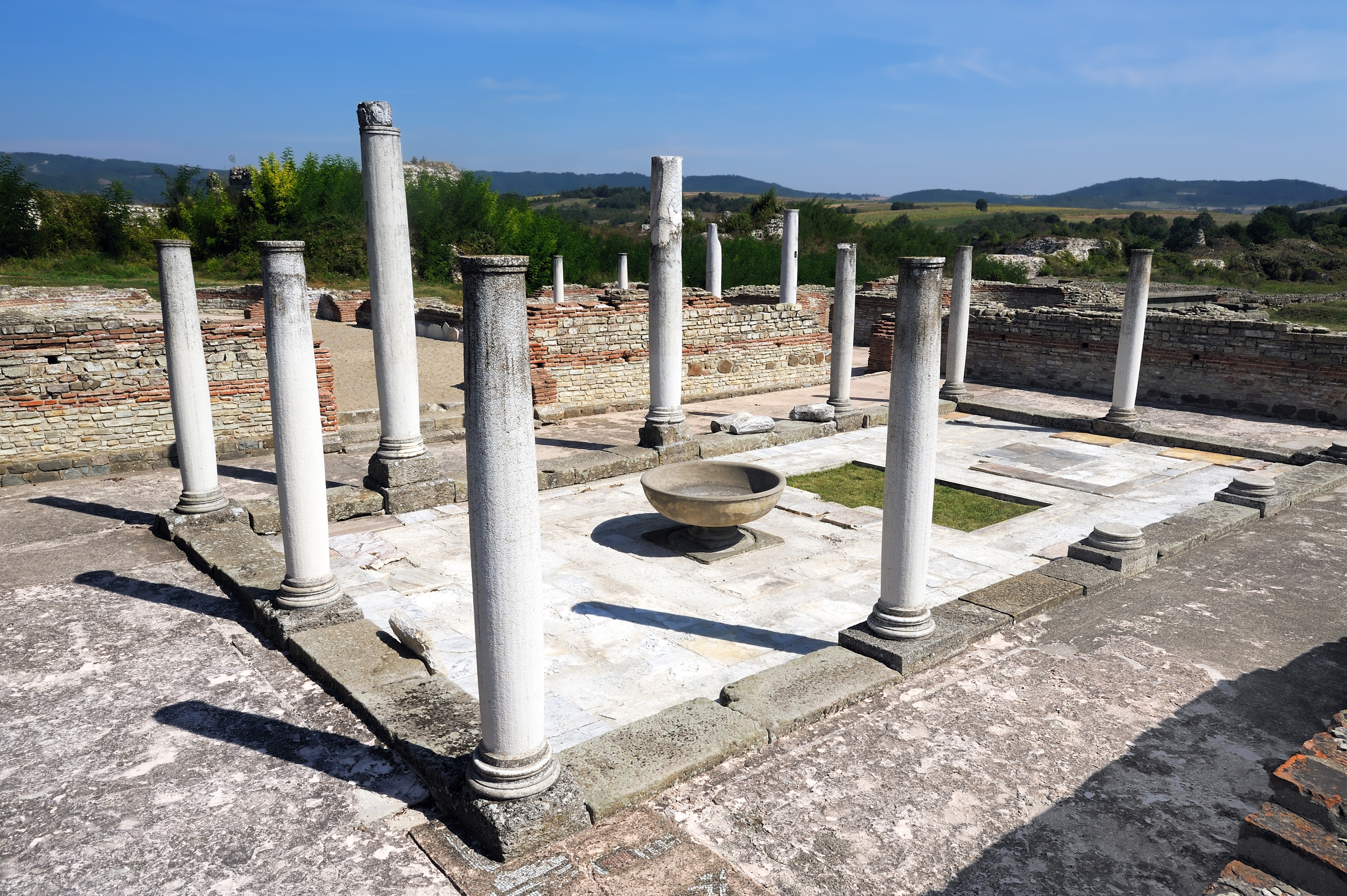
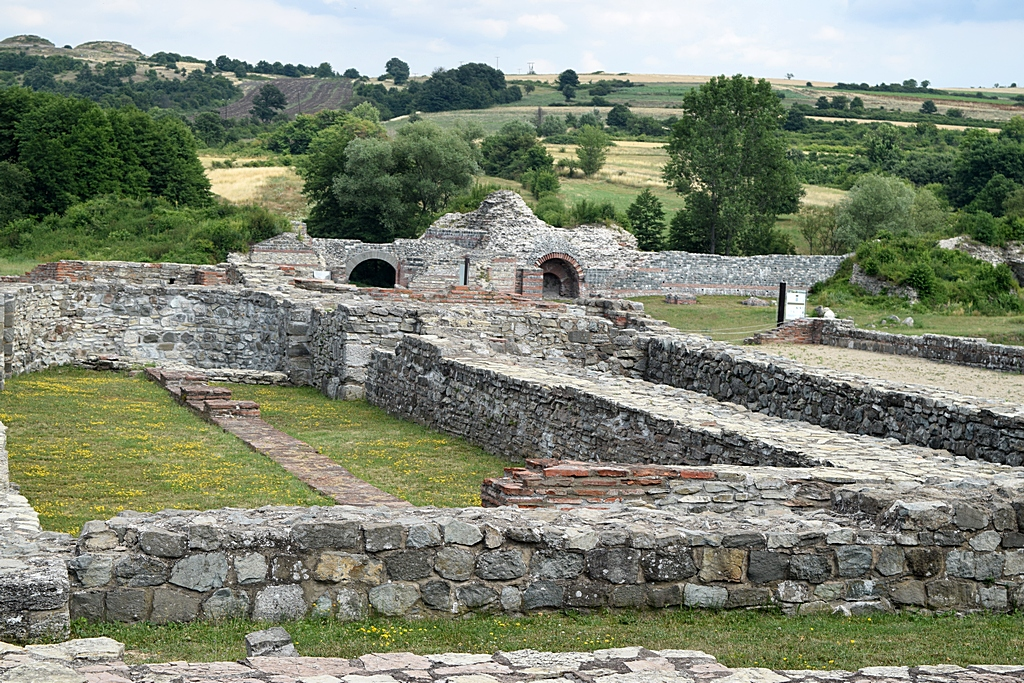
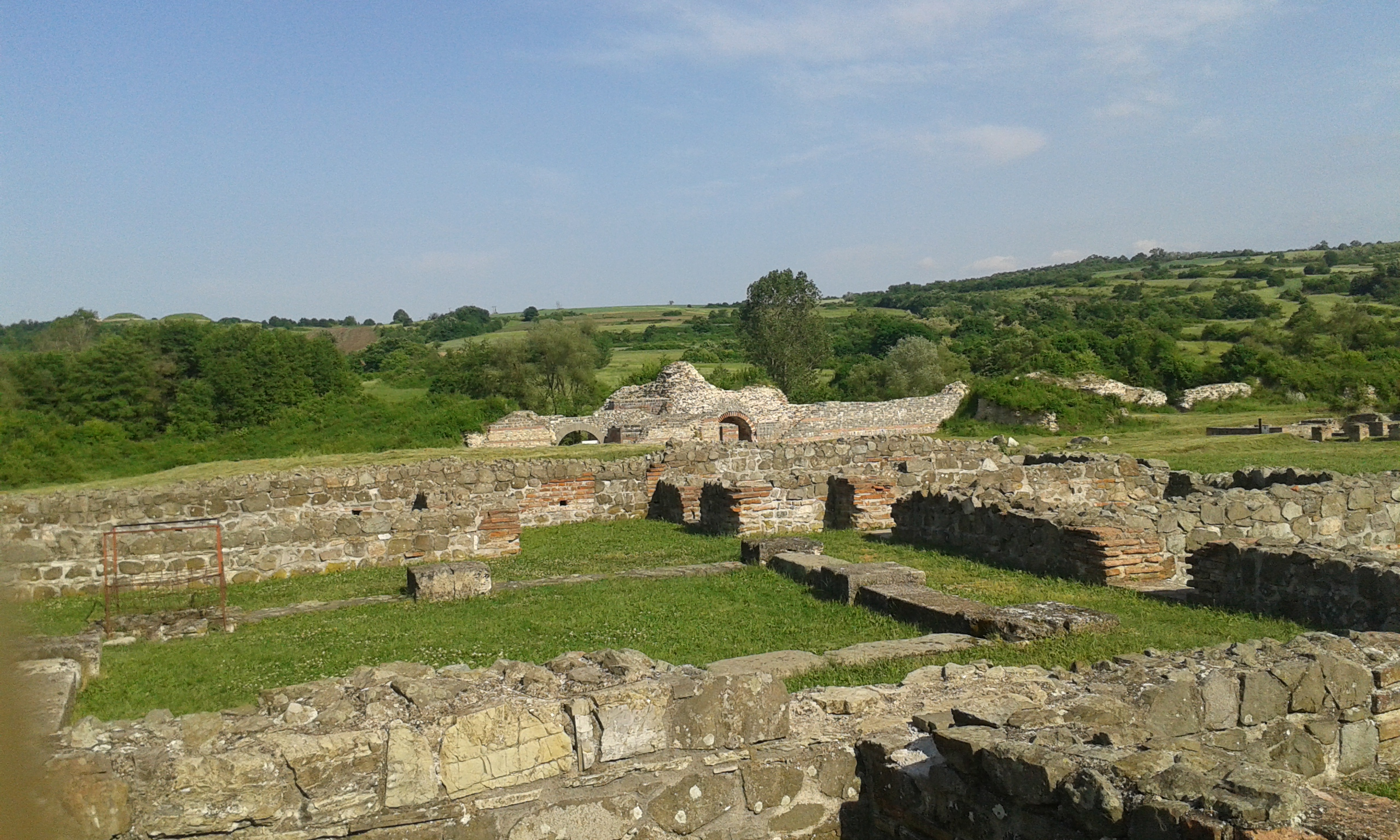